# Лохов, Фердинанд фон
Фердинанд фон Лохов (нем. Ferdinand von Lochow; 16 сентября 1849, Petkus, Бранденбург — 8 сентября 1924, Petkus, Бранденбург) — крупный немецкий селекционер. Широко известен за пределами Германии как автор-оригинатор петкусской озимой ржи, яровой ржи, овса желтозерного, картофеля. Петкусская рожь (названная по его имению под Берлином) в Германии занимает свыше 90% всей посевной площади под рожью. В последние годы Лохова была организована селекция древесных пород (сосна). Лохову принадлежит заслуга широкого внедрения в селекционную практику, при работе с перекрестноопыляющимися растениями, повторного многократного индивидуального отбора с оценкой отобранных растений по их потомству. Этот прием Лохова затем был освоен всеми немецкими селекционерами.